# Krzysztof Minkowski
Krzysztof Minkowski (ur. w 1980 w Szczecinie) – polski reżyser teatralny, mieszkający w Berlinie.

## Życiorys
Studiował zarządzanie we Frankfurcie nad Odrą, a później aktorstwo i teatrologię w Berlinie. W 2008 skończył reżyserię teatralną w Państwowej Wyższej Szkole Teatralnej „Ernst Busch” w Berlinie. Jego dyplom „Paw królowej” Doroty Masłowskiej wystawił w Maxim Gorki Theater w Berlinie. Realizuje spektakle w Polsce, Niemczech, Danii i Szwajcarii. W 2007 reżyserował w Nordharzer Städtebundtheater „Disco Pigs” Enda Walsha i polską prapremierę „We are camera. Materiał Jazona” Fritza Katera w Teatrze Jeleniogórskim. „Trzy siostry” Antona Czechowa zdobyły nagrodę „Najlepszego spektaklu sezonu” w Jeleniej Górze i zostały zaproszone na Warszawskie Spotkania Teatralne. Od 2009 pracuje także regularnie w więzieniach w Berlinie, inscenizując projekty z więźniami i aktorami. Następnie w 2010 reżyserował spektakl „Iliada” Homera z udziałem uchodźców z Bośni i Hercegowiny w Heimathafen w Berlinie. W Szwajcarii zrealizował w Luzerner Theater szwajcarskie prapremiery: „Inwazja!” Jonasa Hassana Khemiriego i „Idiotów” Larsa von Triera.  W 2013 był "artist in residence" w teatrze Momentum w Odense w Danii, gdzie wystawił prapremierę powieści „Ten, kto mrugnie, boi się śmierci” Knuda Romera. Następnie zrealizował projekty: „Hamlet” William Williama Szekspira w Teatrze Ludowym w Krakowie, „Obowiązek lub prawda” Stephana Lacka, jako szwajcarską prapremierę, „Czarownice z Salem” Arthura Millera i „Ronja, córka rozbójnika” Astrid Lindgren w Theater St. Gallen, „Hamlet” Williama Szekspira w Nationaltheater w Mannheim, „Ryszard III” Williama Szekspira w Theater Konstanz,„Świętoszek” Moliera i "Dżumę " Alberta Camus w Theater Magdeburg, "Folwark zwierzęcy" George Orwell i "Nadzieja" Stijn Devillé w Saarländisches Staatstheater w Saarbrücken, "O dwóch takich, co ukradli księżyc (Die zwei Monddiebe)” oraz "Moja prywatna Apokalipsa/ My private Appocalypse" w Maxim Gorki Theater w Berlinie, „Smilla w labiryntach śniegu” Petera Høeg i "The Cocka Hola Company" Matias Faldbakken w Kopenhadze.  Krzysztof Minkowski pracuje również jako pedagog aktorstwa w Konserwatorium w Wiedniu. W 2016 był uczestnikiem Międzynarodowego Forum Berlińskich Spotkań Teatralnych.

## Spektakle
- 2019 "Dżuma" Albert Camus w Theater Magdeburg.
- 2019 "Nadzieja" Stijn Devillé w Saarländisches Staatstheater w Saarbrücken.
- 2019 "Mefisto forever" Tom Lanoye. Spektakl dyplomowy w Schauspielhaus w Wiedniu.
- 2019 "Komuna 2019" projekt z młodzieżą w Deutsches Theater w Berlinie.
- 2019 "Gorzkie łzy Petry von Kant" Rainer Fassbinder w Theater Memmingen.
- 2018 "Moja prywatna Apokalipsa/ My private Apocalypse" w Maxim Gorki Theater w Berlinie.
- 2018 "Drakula" Ben Stoker w Mecklenburgisches Staatstheater w Schwerin.
- 2018: "Folwark zwierzęcy" George Orwell w Saarländisches Staatstheater w Saarbrücken.
- 2017: "The Cocka Hola Company" Matias Faldbakken w Theater Sort/Hvid w Kopenhadze.
- 2017: "Zamach" Johannes Hoffmann w Heimathafen Neukölln w Berlinie.
- 2016: „O dwóch takich, co ukradli księżyc (Die zwei Monddiebe)” w Maxim Gorki Theater w Berlinie.
- 2016: „Love is everywhere”. Warsztat ze studentami w Konserwatorium w Wiedniu.
- 2016: „Świętoszek” Molier w Theater Magdeburg.
- 2015: „Ronja, córka rozbójnika” Astrid Lindgren w Theater St. Gallen.
- 2015: „Smilla w labiryntach śniegu” Peter Høeg w Teatret ved Sorte Hest w Kopenhadze.
- 2015: „Czarownice z Salem” Arthur Miller w Theater St. Gallen.
- 2015: „Ryszard III” William Szekspir w Theater Konstanz.
- 2014: „Mordbrenner” Johannes Hoffmann. Spektakl dyplomowy w Konserwatorium w Wiedniu.
- 2014: „Hamlet” William Szekspir w Nationaltheater Mannheim.
- 2014: „Obowiązek lub prawda” Stephan Lack. Szwajcarska prapremiera w Theater St. Gallen.
- 2014: „Hamlet” William Szekspir w Teatrze Ludowym w Krakowie.
- 2013: „Ten, kto mrugnie, boi się śmierci” Knud Romer. Prapremiera w Teater Momentum w Odense.
- 2012: „Biesy” Fiodor Dostojewski w więzieniu JVA Charlottenburg w Berlinie.
- 2012: „Idioci” Lars von Trier. Szwajcarska prapremiera w Luzerner Theater.
- 2011: „Proces” Franz Kafka w więzieniu JVA Charlottenburg w Berlinie.
- 2011: „Inwazja!” Jonas Hassan Khemiri. Szwajcarska prapremiera w Luzerner Theater.
- 2011: „Sen nocy letniej” (wersja porno) William Shakespeare w HAU 1 w Berlinie.
- 2011: „Kukułcze gniazdo” Ken Kesey w więzieniu kobiecym JVA Pankow w Berlinie.
- 2010: „Bóg jest Polakiem” na festiwalu unmarked_space.
- 2010: „Iliada” Homer z udziałem uchodźców z Bośni i Hercegowiny w Heimathafen Neukölln w Berlinie.
- 2009: „Zbrodnia i kara” Fiodor Dostojewski w więzieniu kobiecym JVA Pankow w Berlinie.
- 2009: „1001 piosenek o Niemczech” w Anhaltisches Theater Dessau.
- 2009: „Trzy Siostry” Anton Czechow w Teatrze Jeleniogórskim.
- 2008: „We are camera. Materiał Jazona” Fritz Kater. Polska prapremiera w Teatrze Jeleniogórskim.
- 2008: „Paw królowej” Dorota Masłowska. Niemiecka prapremiera w Maxim Gorki Theater w Berlinie..
- 2007: „Discopigs” Enda Walsh w Nordharzer Städtebundtheater.
- 2007: „Dlaczego duński student nie dostał wódki od wujaszka Stalina?” Daniel Charms i Konstanty Galczynski w BAT Studiotheater Berlin.

## Festiwale
- Festiwal Prapremier w Bydgoszczy
- Warszawskie Spotkania Teatralne
- Kaltstart Festiwal Hamburg
- Unmarked Space Festiwal